# Sinfonía n.º 2 (Mendelssohn)

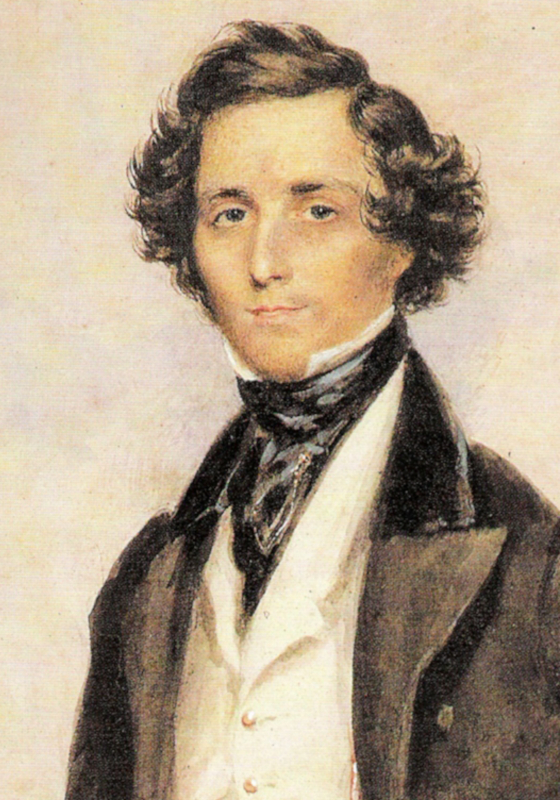
Mendelssohn en 1830.

La Sinfonía n.º 2 en si bemol mayor, Op. 52 (MWV A 18), también conocida como "Lobgesang" que significa "Canto de alabanza" o "Himno de alabanza", es una sinfonía coral escrita por Felix Mendelssohn en 1840. Fue concebida para conmemorar el cuarto centenario de la invención de la imprenta por Johannes Gutenberg. La partitura está dedicada al rey Federico Augusto II de Sajonia.

## Historia

### Composición
La trayectoria de Mendelssohn en el género sinfónico había comenzado en su adolescencia con la Sinfonía n.º 1 Op. 11 finalizada en 1824 con 15 años. A partir de esta obra la cronología de composición no se corresponde con la numeración de las sinfonías. En 1830 completó su Sinfonía de la Reforma y en 1833 su Sinfonía italiana, hoy conocidas como su quinta y cuarta sinfonías respectivamente. Después de esto esperó siete años antes de volver al género para componer en 1840 la Sinfonía Lobgesang, hoy conocida como la segunda. La última en ser escrita fue la Sinfonía escocesa que, aunque fue ideada en 1829, fue abandonada y no se terminó hasta 1842.
La composición de este opus finalizó en junio de 1840, aunque posteriormente fue sometida a una serie de revisiones que concluyeron en noviembre de ese mismo año. El maestro alemán le asignó el título "Lobgesang" ("Canto de alabanza"). Pero no estaba seguro de cómo clasificarla hasta que siguió el consejo de un amigo y la designó como "una sinfonía-cantata sobre palabras de la Sagrada Biblia, para solistas, coro y orquesta". Tal descripción denota un reconocimiento del hecho de que, si tiene la trayectoria general de una sinfonía de tres movimientos con final vocal, ese final coral -dividido a su vez en nueve secciones compuestas por arias, dúos, recitativos y coros- es tan extenso que empequeñece a los tres primeros movimientos.
La singularidad de esta obra es que fue compuesta para una ocasión especial, a saber, las celebraciones en Leipzig del cuarto centenario de la invención de la imprenta con tipos móviles por Johannes Gutenberg. Leipzig, donde Mendelssohn había vivido los cinco años anteriores, había sido durante mucho tiempo uno de los principales centros alemanes del libro y la imprenta. Dicha ciudad había decidido celebrar el cuarto centenario con un festival de tres días centrado en la inauguración de una nueva estatua de Gutenberg en la plaza de la ciudad el 24 de junio de 1840. El día anterior se representó Hans Sachs, una nueva ópera de Albert Lortzing y al día siguiente como colofón hubo un gran concierto en la Thomaskirche, que había sido la iglesia de Johann Sebastian Bach. Mendelssohn, el compositor y músico más eminente de la ciudad, fue invitado a participar en la ceremonia de inauguración y a dirigir el concierto de clausura. Para la inauguración compuso la cantata Festgesang, de la que procede la melodía conocida hoy como "Hark! The herald angels sing" ("¡Oíd! Los ángeles mensajeros cantan"), y para la clausura creó la Sinfonía Lobgesang. Sin duda consciente del legado de Bach, así como de la importancia de la palabra impresa para la difusión del protestantismo, Mendelssohn había utilizado corales luteranos en Festgesang. Y para el Lobgesang decidió una obra sinfónica a gran escala utilizando tanto corales como textos de las Escrituras.
La partitura autógrafa se conserva en la actualidad en la Biblioteca Jaguelónica de Cracovia y se puede consultar en línea.

### Estreno y publicación
El estreno se celebró el 25 de junio de 1840 en la Iglesia de Santo Tomás de Leipzig, con voces solistas, coro y orquesta dirigidos por el propio compositor. Este concierto incluyó además del estreno de esta sinfonía, la Jubel-Ouvertüre de Carl Maria von Weber y el Te Deum "Dettingen" de Georg Friedrich Händel.
La primera edición fue llevada a cabo por la editorial Breitkopf & Härtel en 1841 en Leipzig. Se publicó como Sinfonía n.º 2, a pesar de que las inéditas n.º 4 y 5 eran anteriores. La dedicatoria que figura en la partitura es para el rey Federico Augusto II de Sajonia.

## Instrumentación
La partitura está escrita para voces solistas, coro y orquesta:
- solistas: dos sopranos y un tenor.
- coro mixto: SSATTB
- orquesta formada por:
  - Viento madera: 2 flautas, 2 oboes, 2 clarinetes en si bemol, 2 fagotes.
  - Viento metal: 4 trompas, 2 trompetas, 3 trombones.
  - Percusión: timbales.
  - Teclado: órgano.
  - Cuerda: una sección de cuerdas con violines I y II, violas, violonchelos y contrabajos.

## Estructura y análisis
La pieza consta de una parte sinfónica con tres movimientos puramente orquestales seguidos por una cantata con otros nueve para solistas, coro, órgano y orquesta.
1. Sinfonia: 
  - I. Maestoso con moto – Allegro, en si bemol mayor 4
4
  - II. Allegretto un poco agitato, en sol menor 6
8
  - III. Adagio religioso, en re mayor 2
4
2. Alles was Odem hat, lobe den Herrn. Allegro moderato maestoso, en si bemol mayor (coro y soprano) 4
4
3. Saget es, die ihr erlöst seid durch den Herrn. Recitativ 4
4 – Allegro moderato 2
2, en sol menor (recitativo y aria de tenor)
4. Sagt es, die ihr erlöst seid vor dem Herrn. A tempo moderato, en sol menor (coro) 4
4
5. Ich harrete des Herrn. Andante, en mi bemol mayor (dúo de soprano y coro) 2
4
6. Stricke des Todes hatten uns umfangen. Allegro un poco agitato 3
4 – Allegro assai agitato 2
2, en do menor (aria y recitativo de tenor)
7. Die Nacht ist vergangen. Allegro maestoso e molto vivace, en re mayor (coro) 6
8
8. Nun danket alle Gott. Andante con moto, en sol mayor (coro) 4
4
9. Drum sing ich mit meinem Liede. Andante sostenuto assai, en si bemol mayor (dúo de soprano y tenor) 2
4
10. Ihr Völker! bringet her dem Herrn Ehre und Macht. Allegro non troppo, en si bemol mayor (coro) 4
4

La interpretación de esta obra dura aproximadamente entre 60 y 75 minutos. La sinfonía coral no era un concepto totalmente nuevo. Evidentemente la Sinfonía n.º 9 de Beethoven, 16 años antes, fue la gran precursora de todas ellas y en 1839 Berlioz había producido una versión aún más integrada y radical de la forma con su sinfonía Romeo y Julieta. Lobgesang guarda una similitud superficial con la Novena de Beethoven, ya que comienza con tres movimientos instrumentales y termina con una estructura de cantata con voces solistas y coro. Además, el movimiento lento es un conjunto de variaciones. Sin embargo, los movimientos instrumentales de Mendelssohn son de una escala mucho menor que los de Beethoven. Todos los movimientos comparten material. El tema principal del movimiento inicial aparece en el trío del scherzo subsiguiente, y está presente en las secciones primera y última del Finale coral.

### I.Maestoso con moto – Allegro
El primer movimiento, Maestoso con moto – Allegro, está escrito en la tonalidad de si bemol mayor y en compás de 4/4. Se abre impregnado de un aire ceremonial con un tema audaz y majestuoso entonado por los trombones, con frases de respuesta por parte de toda la orquesta. Mendelssohn ya había empleado este tema tres años antes en una composición del Salmo 42 y tiene una distinguida historia en el canon contrapuntístico. Otros compositores ya habían utilizado versiones de este tema, como Bach o Mozart en el Finale de su Sinfonía Júpiter. Este primer tema, con saltos y descensos, recibe un tratamiento de desarrollo durante la transición al segundo tema, que es muy similar a un tema del primer movimiento de la Sonata en si bemol mayor, Op. 22 de Beethoven. El tema con ritmo con puntillo de la introducción aparece en la sección de desarrollo, con un carácter completamente distinto. Aunque está hábilmente compuesto y orquestado, el movimiento parece poco inspirado conforme a John Palmer. El diálogo conduce al cuerpo principal del movimiento, un Allegro en un bullicioso ambiente festivo, en el que el tema del lema se impone repetidamente. El cierre apacigua los ánimos, con una breve cadenza del clarinete, para dar paso al segundo movimiento.

### II.Allegretto un poco agitato
El segundo movimiento, Allegretto un poco agitato, está en sol menor y en compás de 6/8. Es una pieza en forma de scherzo, con un canto inquieto y cadencioso. La atmósfera aquí no es tan juguetona como melancólica en las secciones exteriores, y francamente seria en la central, con su melodía coral entonada con severidad. El tema principal evoca la canción popular y con el balanceo oscilante del 6/8 se asemeja a una de las "Canciones de Gondolero" de sus Lieder ohne Worte. Una refrescante sección en la mayor presenta una conversación entre las cuerdas y los vientos.

### III.Adagio religioso
El tercer movimiento, Adagio religioso, está en re mayor y en compás de 2/4. Es un conjunto de variaciones sobre una melodía similar a una canción. Parece que el compositor intenta emular el uso ocasional que hace Beethoven de acordes simples en bloque para producir un efecto majestuoso. No obstante, su concepción de la técnica hace que el tema principal se estanque. Recuerda al Adagio de su Sinfonía escocesa debido al tratamiento que Mendelssohn da a la orquesta.

### Cantata
El primer número de la cantata se basa en el primer tema del movimiento inicial. Esto conduce a un imponente crescendo en cuyo punto álgido entra el coro y le proporciona un texto, "Alles, was Odem hat, lobe den Herrn" (Que todo lo que respira alabe al Señor), antes de estallar en una exuberancia fugal. Los cuatro movimientos siguientes -un recitativo y un aria apremiantes para tenor, un coro solemnemente suplicante y un dúo esperanzado de soprano y tenor- oscurecen sucesivamente el ambiente, subrayando el apoyo de Dios en tiempos de penuria. Muy conmovedor es el solo de tenor, "Stricke des Todes hatten uns umfangen" (Las cuerdas de la muerte nos habían abrazado), con sus inflexiones cromáticas. Alcanza el punto más bajo en un aria dramática de tenor llena de ansiedad nocturna romántica "Hüter, ist die Nacht bald hin?" (Centinela, ¿pasará pronto la noche?). A lo largo de estos dos números, Mendelssohn crea una fuerte tensión dramática. El consuelo llega justo al final de esta sección cuando la soprano declara "Die Nacht ist vergangen" (La noche ha pasado), y el coro retoma la línea y la convierte en luz en otra vigorizante fuga. A partir de aquí se restablece gradualmente el confiado bienestar del comienzo. En primer lugar va una prístina interpretación coral del himno luterano "Nun danket alle Gott" (que Mendelssohn también había utilizado en el Festgesang). Más tarde, suena otro dúo radiante de agradecimiento por la liberación y después con una gran declamación coral. El final de la cantata arranca con una fuga coral de júbilo haydniano seguida de "Alles, was Odem hat, lobe den Herrn" (Que todo lo que respira alabe al Señor), un desarrollo coral del tema del primer movimiento.
El libreto de la parte coral está sacado de la traducción alemana de la Biblia hecha por Martín Lutero. Los textos bíblicos son adaptados a partir de versículos del Libro de los salmos 150, 33, 145, 103, 107, 56, 40, 116 y 96; la Epístola a los efesios 5, el Libro de Isaías 21, la Epístola a los romanos 13, el primer libro de Crónicas 16. La única excepción es el número 8, el coro "Nun danket alle Gott", cuyo texto fue escrito por Martin Rinckart en 1636 y forma parte del Evangelisches Kirchengesangbuch o himnario luterano.

## Texto
| Texto original en alemán | Traducción |
| --- | --- |
| 1. Sinfonia 2. Chor und Sopran Alles, was Odem hat, lobe den Herrn. Lobt den Herrn mit Saitenspiel, lobt ihn mit eurem Lied. Und alles Fleisch lobe seinen heiligen Namen. Lobe den Herrn, meine Seele, und was in mir ist, seinen heiligen Namen. Lobe den Herrn, meine Seele, und vergiß es nicht, was er dir Gutes getan. 3. Rezitativ und Arie Saget es, die ihr erlöst seid durch den Herrn, die er aus der Not errettet hat, aus schwerer Trübsal, aus Schmach und Banden, die ihr gefangen im Dunkel waret, alle, die er erlöst hat aus der Not. Saget es! Danket ihm und rühmet seine Güte! Er zählet unsre Tränen in der Zeit der Not, er tröstet die Betrübten mit seinem Wort. Saget es! Danket ihm und rühmet seine Güte. 4. Chor Saget es, die ihr erlöset seid von dem Herrn aus aller Trübsal. Er zählet unsere Tränen. 5. Duett und Chor Ich harrete des Herrn, und er neigte sich zu mir und hörte mein Flehn. Wohl dem, der seine Hoffnung setzt auf den Herrn! Wohl dem, der seine Hoffnung setzt auf ihn! 6. Tenor Stricke des Todes hatten uns umfangen, und Angst der Hölle hatte uns getroffen, wir wandelten in Finsternis. Er aber spricht: Wache auf! der du schläfst, stehe auf von den Toten, ich will dich erleuchten! Wir riefen in der Finsternis: Hüter, ist die Nacht bald hin? Der Hüter aber sprach: Wenn der Morgen schon kommt, so wird es doch Nacht sein; wenn ihr schon fraget, so werdet ihr doch wiederkommen und wieder fragen: Hüter, ist die Nacht bald hin? Sopran Die Nacht ist vergangen! 7. Chor Die Nacht ist vergangen, der Tag aber herbei gekommen. So laßt uns ablegen die Werke der Finsternis, und anlegen die Waffen des Lichts, und ergreifen die Waffen des Lichts. 8. Choral Nun danket alle Gott mit Herzen, Mund und Händen, der sich in aller Not will gnädig zu uns wenden, der so viel Gutes tut, von Kindesbeinen an uns hielt in seiner Hut und allen wohlgetan. Lob Ehr und Preis sei Gott, dem Vater und dem Sohne, und seinem heilgen Geist im höchsten Himmelsthrone. Lob dem dreiein'gen Gott, der Nacht und Dunkel schied von Licht und Morgenrot, ihm danket unser Lied. 9. [Duett] Drum sing ich mit meinem Liede ewig dein Lob, du treuer Gott! Und danke dir für alles Gute, das du an mir getan. Und wandl' ich in der Nacht und tiefem Dunkel und die Feinde umher stellen mir nach, so rufe ich an den Namen des Herrn, und er errettet mich nach seiner Güte. 10. Chor Ihr Völker! bringet her dem Herrn Ehre und Macht! Ihr Könige! bringet her dem Herrn Ehre und Macht! Der Himmel bringe her dem Herrn Ehre und Macht! Die Erde bringe her dem Herrn Ehre und Macht! Alles danke dem Herrn! Danket dem Herrn und rühmt seinen Namen und preiset seine Herrlichkeit. Alles, was Odem hat, lobe den Herrn, Halleluja! | 1. Sinfonía 2. Coro y soprano Todo lo que tiene aliento alabe al Señor. (Salmo 150) Alabad al Señor con la lira, alabadle con vuestro canto. (Salmo 33) Y que toda carne bendiga su santo nombre. (Salmo 145) Bendice al Señor, alma mía, y lo que hay en mí, bendice su santo nombre. Bendice al Señor, alma mía, y no olvides que te ha hecho bien. (Salmo 103) 3. Recitativo y aria Díganlo que han sido redimidos por el Señor, él los ha librado de la angustia de severas tribulaciones, de la vergüenza y la esclavitud cautivos en las tinieblas a todos los que ha redimido de la angustia Díganlo Dadle gracias y alabad su bondad. (Salmo 107) Él cuenta nuestras lágrimas en nuestros momentos de necesidad consuela a los afligidos con su palabra. (Salmo 56) ¡Decidlo! Dadle gracias y alabad su bondad. 4. Coro Decid que sois redimidos por el Señor de toda tribulación. Él cuenta nuestras lágrimas en nuestros momentos de necesidad. 5. Dúo y coro Pacientemente esperé al Señor, y Él se inclinó hacia mí y escuchó mi súplica. (Salmo 40:1) Dichoso el hombre cuya esperanza está en el Señor. (Salmo 40:4) ¡Bienaventurado el hombre cuya esperanza está en él! 6. Tenor Los dolores de la muerte nos rodeaban y el temor del infierno nos había golpeado, vagábamos en las tinieblas. (Salmo 116) Él dice: ¡Despertad! los que dormís, ¡levantaos de entre los muertos, que yo os iluminaré! (Efesios 5:14) Llamamos en las tinieblas, Centinela, ¿pasará pronto la noche? Pero el Atalaya dijo si llega pronto la mañana, volverá a ser de noche; y si preguntáis, volveréis y volveréis a preguntar: Centinela, ¿pasará pronto la noche? (Isaías, 21:11-12) Soprano ¡La noche ha pasado! 7. Coro La noche ha pasado, pero ha llegado el día. Desechemos, pues, las obras de las tinieblas y revistámonos de la armadura de la luz, y tomemos la armadura de la luz. (Romanos, 13:12) 8. Coral Ahora demos todos gracias a Dios con los corazones, las manos y las voces que en toda adversidad tendrá misericordia de nosotros, que hace tanto bien, que desde la infancia nos ha guardado bajo su cuidado y ha hecho el bien a todos. La alabanza, el honor y la gloria sean para Dios Padre, y para el Hijo y a su Espíritu Santo en el trono más alto del cielo. Alabado sea Dios, tres en uno, que separó la noche y las tinieblas de la luz y la aurora, dale gracias con nuestro canto. (Martin Rinckart, 1636) 9. [Dúo] Por eso canto eternamente tus alabanzas con mi cántico, Dios fiel. Y te doy gracias por todo el bien que me has hecho. Aunque vago en la noche y en las profundas tinieblas y los enemigos me acosen por todas partes invocaré el nombre del Señor y me salvará por su bondad. 10. Coro Vosotros, pueblos, dad al Señor gloria y fuerza. Reyes, dad al Señor gloria y fuerza. ¡Que el cielo dé al Señor gloria y fuerza! ¡Que la tierra dé al Señor gloria y fuerza! (Salmo 96) ¡Todas las gracias al Señor! Alabad al Señor y ensalzad su nombre y alabad su gloria. (Crónicas I 16:8-10) Todo lo que tiene aliento alabe al Señor, ¡Aleluya! (Salmo 150) |

## Recepción de la obra
Tras su estreno, la Sinfonía "Lobgesang" se hizo muy popular. Hoy en día se interpreta raramente. Una forma tan híbrida no siempre ha granjeado el favor de la crítica, pero ésta fue una obra popular en el siglo XIX y, como siempre ocurre con Mendelssohn, está llena de música de gran calidad y originalidad.

## Discografía selecta
- 1972 – Celestina Casapietra, Adele Stolte, Peter Schreier, Rundfunkchor Leipzig, Gewandhausorchester Leipzig, Kurt Masur (Eterna/Eurodisc).
- 1973 – Edith Mathis, Liselotte Rebmann, Werner Hollweg, Berliner Philharmoniker, Herbert von Karajan (DG).
- 1979 – Margaret Price, Sally Burgess, Siegfried Jerusalem, Orquesta Filarmónica de Londres & Coro, Riccardo Chailly (Philips).
- 1985 – Elizabeth Connell, Karita Mattila, Hans Peter Blochwitz, Orquesta Sinfónica de Londres & Coro, Claudio Abbado (DG).
- 1988 – Krisztina Laki, Mitsuko Shirai, Peter Seiffert, Coro del Städtischen Musikvereins zu Düsseldorf, Filarmónica de Berlín, Wolfgang Sawallisch (EMI Electrola).
- 1989 – Barbara Bonney, Edith Wiens, Peter Schreier, Orquesta de la Gewandhaus de Leipzig, Kurt Masur (Teldec).
- 1990 – Lucia Popp, Julie Kaufmann, Josef Protschka, Orquesta Sinfónica de Bamberg, Claus Peter Flor (RCA).
- 1994 – Soile Isokoski, Mechthild Bach, Frieder Lang, Chorus Musicus Köln, Das Neue Orchester, Christoph Spering („Auf Originalinstrumenten“) (Opus Production).
- 1996 – Juliane Banse, Sibylla Rubens, Vinson Cole, Rundfunkchor Berlin, Orquesta Sinfónica Alemana de Berlín, Vladimir Ashkenazy (Decca).
- 2001 – Annegeer Stumphius, Young-Hee Kim, Matthias Bleidorn, Orquesta Filarmónica y Coro de la Radio de los Países Bajos, Edo de Waart (Brilliant).
- 2002 – Véronique Gens, Pamela Helen Stephen, Robert Tear, Orquesta Nacional de la BBC de Gales, Richard Hickox (BBC Music Magazine).
- 2005 – Anne Schwanewilms, Petra-Maria Schnitzer, Peter Seiffert, Coro de la ópera de Leipzig, Orquesta de la Gewandhaus de Leipzig, Riccardo Chailly (Decca).
- 2009 – Christiane Karg, Maria Bernius, Werner Güra, Kammerchor Stuttgart, Deutsche Kammerphilharmonie Bremen, Frieder Bernius (Carus).
- 2009 – Judith Howarth, Jennifer Larmore, Vinson Cole, Orquesta Filarmónica de Bergen, Andrew Litton (BIS).
- 2013 – Christiane Karg, Christina Landshamer, Michael Schade, Orquesta Sinfónica de la Radio de Baviera, Pablo Heras-Casado (Harmonia Mundi).
- 2017 – Karina Gauvin, Regula Mühlemann, Daniel Behle, Coro de cámara de la RIAS, Orquesta de Cámara de Europa, Yannick Nézet-Séguin (DG).